# Avonia ustulata
Avonia ustulata är en tvåhjärtbladig växtart som först beskrevs av Ernst Meyer och Edward Fenzl, och fick sitt nu gällande namn av Gordon Douglas Rowley. Avonia ustulata ingår i släktet Avonia och familjen Anacampserotaceae. Inga underarter finns listade i Catalogue of Life.